# Benediktinerkloster Saint-Joseph de Clairval
Das Benediktinerkloster Saint-Joseph de Clairval    ist  eine Abtei der Benediktiner in  Flavigny-sur-Ozerain im Erzbistum Dijon in Frankreich. Die Abtei ist nicht zu verwechseln mit der Benediktinerabtei Saint-Pierre, die von 719 bis zur Französischen Revolution an demselben Ort bestand.

## Geschichte
Augustin-Marie Joly, Mönch der Benediktinerabtei Maylis, verließ 1972 sein Kloster und gründete (zur Verbindung der Benediktsregel mit den Exerzitien nach dem Vorbild von Francisco de Paula Vallet y Arnau) in Martigny in der Schweiz das selbständige Kloster Saint-Joseph de Clairval. Als der Besitzer die Gebäude für sich selbst beanspruchte, wechselte die Gemeinschaft 1976 nach Flavigny-sur-Ozerain (im Département Côte-d’Or) in das dortige Seminargebäude. 1988 von Bischof Jean Balland als Benediktinerkloster kanonisch anerkannt, wurde das Kloster 1992 durch den Heiligen Stuhl zur Abtei erhoben. Das Kloster ist ein Institut bischöflichen Rechts und mit der weltweiten Konföderation der Benediktiner assoziiert. Die Gemeinschaft feiert die Liturgie nach dem hl. Papst Paul VI. gemäß dem Zweiten Vatikanischen Konzil in lateinischer Sprache und mit gregorianischem Choral in betont traditioneller Form.
Der Konvent zählt derzeit 50 Mitglieder. 2021 sandte die Abtei Saint-Joseph de Clairval Mönche zur Wiederbesiedlung der ehemaligen Abtei St. Peter und Paul in Solignac. 2017 unternahm P. Pius Mary Noonan, der zuvor Mönch von Flavigny war, eine selbständige Benediktiner-Neugründung unter der Autorität des Diözesanbischofs im australischen Tasmania.

## Äbte
- 1992–1998: Augustin-Marie Joly
- 1998–2019: Antoine-Marie Beauchef
- 2020–: Jean-Bernard Marie Bories